# Polana Krawcowa

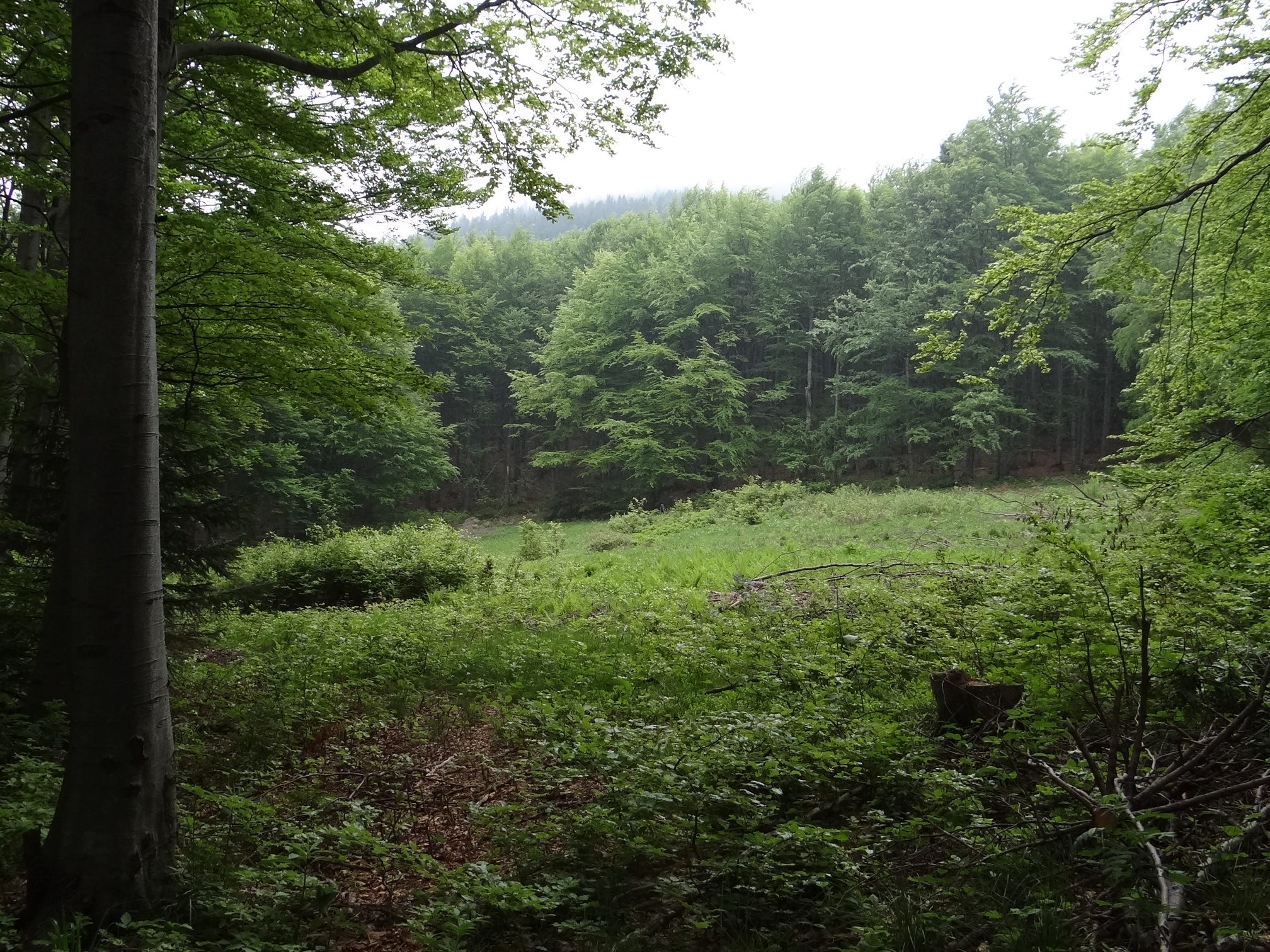
Polana Krawcowa

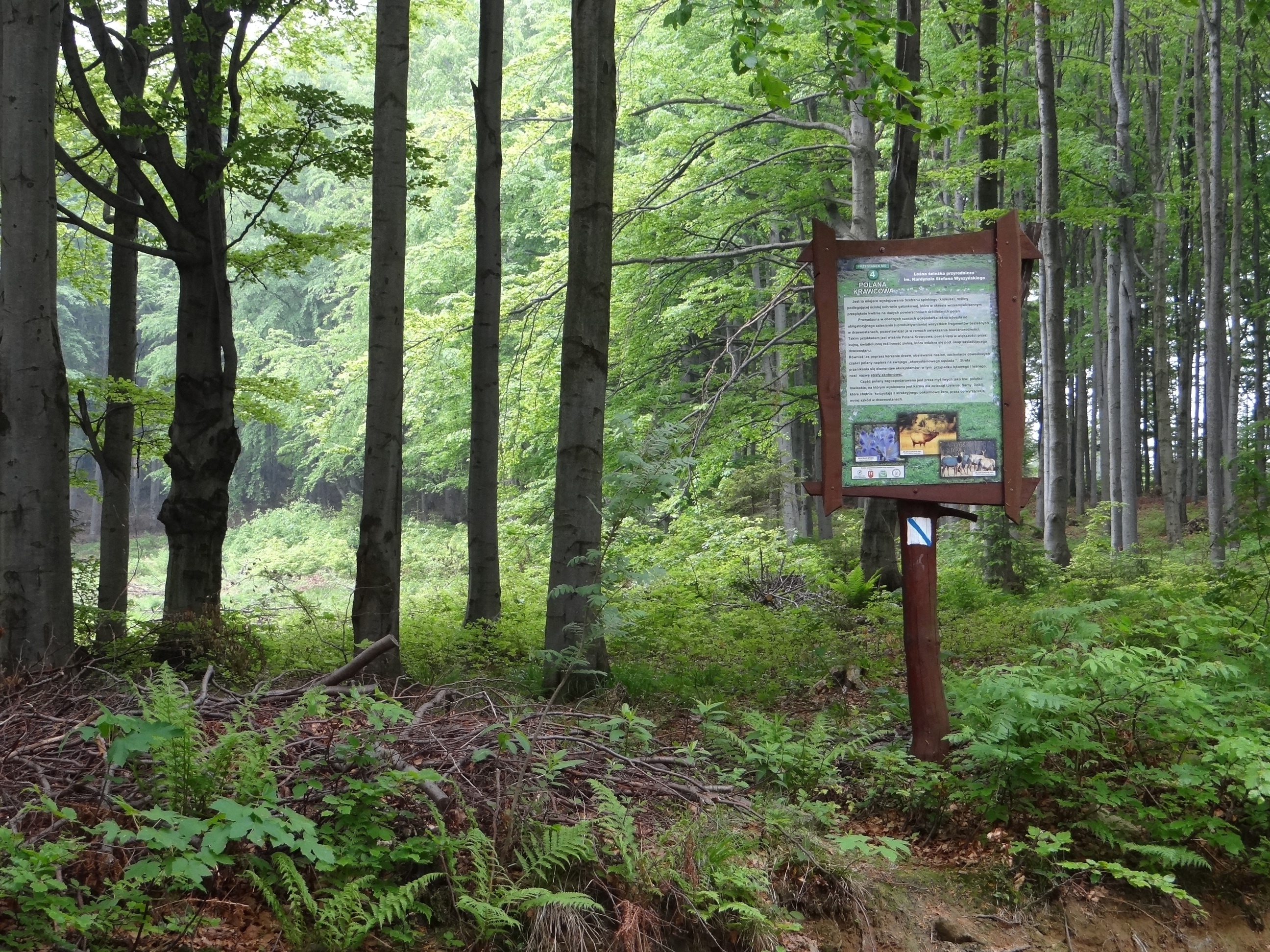
Tablica ścieżki przyrodniczej

Polana Krawcowa – polana na północno-zachodnim grzbiecie  Jałowca, opadającym do Przełęczy Cichej w Paśmie Jałowieckim. Pasmo Jałowieckie na mapach oraz w przewodnikach turystycznych zaliczane jest do Beskidu Żywieckiego, jednak według Jerzego Kondrackiego, autora regionalizacji fizycznogeograficznej Polski pasmo to wchodzi w skład Pasma Przedbabiogórskiego, które należy do Beskidu Makowskiego. 
Jest to bardzo niewielka polana. Zaznacza się ją na mapach Beskidu Żywieckiego i Makowskiego, jednak najczęściej bez podania nazwy. Nazwę i opis polany podaje umieszczona przy polanie tablica informacyjna ścieżki przyrodniczej im. kardynała Stefana Wyszyńskiego. Według opisu na tej tablicy, polanę porasta bujna roślinność łąkowa. Na wiosnę zakwita tutaj m.in. szafran spiski zwany krokusem. Dawniej nadleśnictwa zmuszane były do zalesiania polan. Obecnie odchodzi się już od obligatoryjnego zalesiania polan, jednak ulegają one mimo wszystko samoistnemu zalesianiu. Otoczona z wszystkich stron lasem niewielka polana jest w istocie ekotonem, w którym rozrastają się siewki drzew z nasion licznie rozsiewanych przez drzewa otaczające polanę, jest też systematycznie zacieniana przez drzewa rozrastające się na jej obwodzie. Na polanie w specjalnych paśnikach myśliwi dokarmiają zimą zwierzęta leśne (sarnie, dziki, jelenie).

## Szlaki turystyczne
Lachowice – Jałowiec – Zawoja